# 内山京子
内山 京子（うちやま きょうこ、1968年 - ）は、日本の元卓球選手。現役時代は日本代表としてソウルオリンピックや世界卓球選手権に出場。アジア卓球選手権でメダルを獲得。

## 経歴
埼玉県上福岡市 (現・ふじみ野市)・大井西中学校在学時の1982年、全国中学校卓球大会シングルスで優勝。ジュニア日本代表に選出され、1983年にマナーマ (バーレーン) で開催されたアジアジュニア卓球選手権では石田清美と出場した女子ダブルスで銅メダルを獲得。
神奈川県・京浜女商高在学時の1984年度、全日本卓球選手権大会ジュニアの部決勝で山口裕恵を2-1で下し初優勝。1985年度、全日本選手権ジュニア決勝で松崎静香を2-1で下し2連覇。
1986年、高校総体では八嶋悦子と出場した女子ダブルス、団体で優勝。
1987年、第39回世界卓球選手権に出場。
1988年、アジア選手権で富永克子と出場した女子ダブルスで銅メダル。ソウルオリンピックに出場し、予選リーグ敗退。
1989年、第40回世界卓球選手権に出場し、シングルスで8強。

## 逸話
- 世界選手権シングルスでの日本選手は内山以降低迷し、次の8強入りは2003年大会の福原愛まで14年を要した[7]。